# Fruktkräm

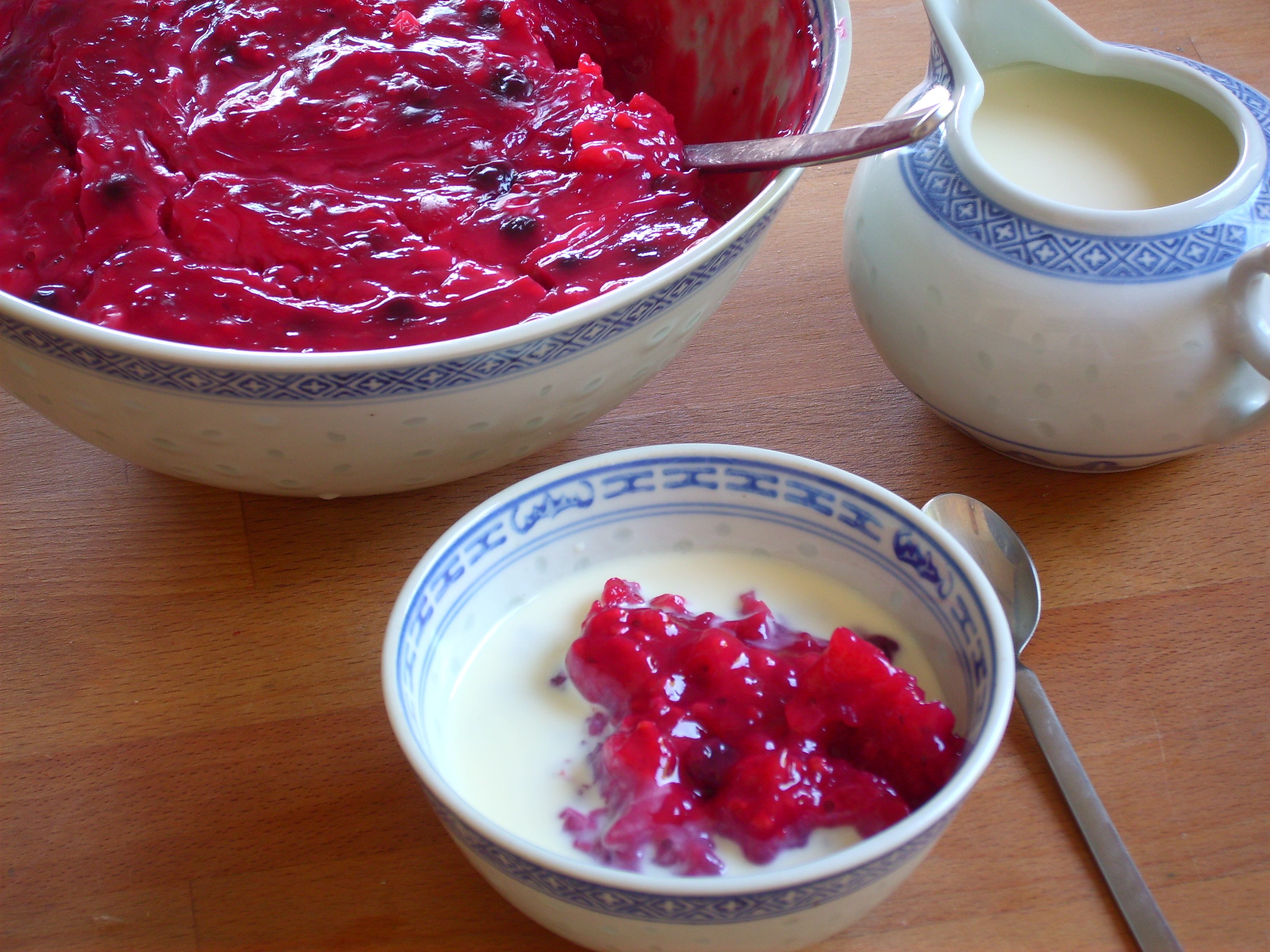
Saftkräm med mjölk.

Fruktkräm är en kräm bestående av frukt som vanligtvis kokats med socker och något stärkningsmedel, såsom potatismjöl eller majsstärkelse, eller till finare krämer även arrowrot. Fruktkräm kan göras på såväl färsk som torkad frukt. Frukter som ofta används i fruktkrämer är jordgubbar, hallon, plommon, aprikos, rabarber, krusbär, äpplen eller nypon. Om krämen innehåller bär istället för frukt kallas den bärkräm. Bärkräm kan göras på färska bär eller frysta bär som är något tinade.
Lecitin används ibland vid fabrikstillverkade krämer. Även agar används, de båda som konsistensgivare.
Rabarberkräm är en efterrätt som i Sverige serveras på sommarhalvåret. Den görs till stor del av rabarber. Andra ingredienser är socker, potatismjöl och vatten. Rabarberkräm serveras oftast med kall mjölk och äts, som alla krämer, med sked.